# Dictyophara pazukii
Dictyophara pazukii är en insektsart som först beskrevs av Dlabola 1984.  Dictyophara pazukii ingår i släktet Dictyophara och familjen Dictyopharidae. Inga underarter finns listade i Catalogue of Life.